# Viện Lịch sử Khoa học - Viện Hàn lâm Khoa học Ba Lan
Viện Lịch sử Khoa học thuộc Viện Hàn lâm Khoa học Ba Lan, được thành lập năm vào 1954.

## Khái quát
Viện nằm trong Cung điện Staszic ở trung tâm Warsaw, gần tượng đài Copernicus. Giáo sư Bogdan suchodolski và Giáo sư Aleksander Birkenmajer là một trong những người đầu tiên thành lập viện. Vào giữa những năm 1970, Viện được đổi tên thành Viện Lịch sử Khoa học, Giáo dục và Công nghệ. Từ năm 1994, tên này đã được rút ngắn thành Viện Lịch sử Khoa học. Hiện nay, người đứng đầu Hội đồng khoa học của viện là Andrzej Kajetan Wróblewski. Từ năm 2011, Viện được lấy theo tên của Ludwik Birkenmajer và Aleksander Birkenmajer: Viện Lịch Khoa học sử L&A Birkenmajer.

## Cơ cấu tổ chức
Viện bao gồm hai khoa: Khoa Lịch sử Khoa học Xã hội, Lịch sử Giáo dục và Học viện (Bao gồm: Lịch sử Khoa học Xã hội, Lịch sử Giáo dục, Lịch sử Tổ chức Khoa học) và Khoa Lịch sử Khoa học Chính xác, Khoa học tự nhiên và Công nghệ (Bao gồm: Lịch sử Khoa học Chính xác và Công nghệ, Lịch sử Y học, Lịch sử Hóa học và Dược phẩm, Lịch sử Toán học).

## Lĩnh vực nghiên cứu
Viện tập trung nghiên cứu trong lĩnh vực lịch sử khoa học, nhân văn và khoa học xã hội cũng như khoa học tự nhiên, khoa học chính xác và lịch sử công nghệ. Lịch sử văn hóa, lịch sử giáo dục, sư phạm, triết học cũng là những lĩnh vực nghiên cứu chính của viện.

## Xuất bản
- Nicolaus Copernicus, Opera omnia, Vol. I–IV, 1973–2007; biên tập viên: Aleksander Birkenmajer, Paweł Czartoryski và những người khác.
- Lịch sử Khoa học Ba Lan, Vol. I–IX, 1970–1999; biên tập viên: Bogdan suchodolski và những người khác.
- Studia Copernicana, Vol. I–XLI, 1970–2009; biên tập viên: Paweł Czartoryski và những người khác.
- Chuyên khảo về Lịch sử Khoa học và Công nghệ.
- Chuyên khảo về Lịch sử Giáo dục, biên tập viên: Leszek Zasztowt.
- Lịch sử Lưu trữ Giáo dục, Vol. I–XIII.

## Tạp chí
- Tạp chí Lịch sử Khoa học và Công nghệ (bằng tiếng Ba Lan với các bản tóm tắt bằng tiếng Anh).
- Lịch sử Giáo dục (bằng tiếng Ba Lan với các bản tóm tắt bằng tiếng Anh).
- Tạp chí Organon với các ấn phẩm bằng tiếng Anh, tiếng Pháp, tiếng Đức, tiếng Ý và tiếng Tây Ban Nha. Trang web của nó là: http://www.ihnpan.waw.pl/c Ab / organon.
- Các nghiên cứu và tài liệu về lịch sử khoa học (với các bản tóm tắt tiếng Anh).